# Емад Мохаммед
Емад Мохаммед (араб. عماد محمد رضا, нар. 24 липня 1982, Кербела) — іракський футболіст, що грав на позиції нападника. По завершенні кар'єри — футбольний тренер.
Виступав, зокрема, за клуби «Аль-Завраа» та «Сепахан», а також національну збірну Іраку, у складі якої провів понад 100 матчів та був учасником двох Кубків Азії.

## Клубна кар'єра
Народився 24 липня 1982 року в місті Кербела. У дорослому футболі дебютував 1998 року виступами за команду «Аль-Завраа», в якій провів чотири сезони і виграв за цей час три чемпіонати Іраку та два національних кубка.
На початку 2002 року перебрався у «Аль-Іттіхад (Доха)», з яким того ж року виграв «золотий дубль». У сезоні 2004/05 виступав у цьому дивізіоні за «Аль-Вакру», після чого перебрався до Ірану, де грав за «Фулад» та «Сепахан». З командою з Ісфахана Мохаммед виграв у 2007 році національний кубок, а 2010 — чемпіонат, ставши з 19 голами ще й найкращим бомбардиром турніру.
Після цього Мохаммед покинув клуб і грав за «Замалек» та «Шахін» (Бушир), але незабаром повернувся у «Сепахан», з яким виграв ще один чемпіонат Ірану у сезоні 2011/12.
Завершив професійну ігрову кар'єру у рідному клубі «Аль-Завраа» куди повернувся 2012 року і захищав її кольори до припинення виступів на професійному рівні у 2013 році.

## Виступи за збірні
Залучався до складу молодіжної збірної Іраку. У 2000 році у складі збірної до 20 років Мохаммед забив 4 голи на молодіжному кубку Азії, в тому числі відзначився дублем у фіналі проти Японії (2:1), який приніс його команді золоті медалі. Цей результат дозволив іракцям поїхати на молодіжний чемпіонат світу 2001 року в Аргентині, де Емад забив 1 гол, але його команда не змогла вийти з групи.
31 січня 2001 року дебютував в офіційних матчах у складі національної збірної Іраку в товариській грі з Ліваном (0:0), а вже наступного року виграв з нею регіональний чемпіонат Федерації футболу Західної Азії.
У 2004 році у складі збірної Мохаммед взяв участь в Кубку Азії в Китаї, і дійшов з нею до чвертьфіналу. Того ж року також грав на Олімпійських іграх в Афінах, де зайняв зі збірною 4 місце.
Згодом у складі збірної був учасником розіграшу Кубка конфедерацій 2009 року у ПАР та кубка Азії з футболу 2011 року у Катарі.
Всього протягом кар'єри у національній команді, яка тривала 12 років, провів у її формі 101 матч, забивши 26 голів.

## Кар'єра тренера
Після завершення кар'єри ігрової кар'єри залишився у рідному клубі «Аль-Завраа», де працював головним тренером у 2014–2015 роках, після чого очолював інші іракські команди «Наджаф» та «Нафт Аль-Васат», а 2019 року очолив юнацьку збірну Іраку до 17 років.

## Досягнення

### Як гравця
- Чемпіон Іраку: 1999, 2000, 2001
- Володар Кубка Іраку: 1999, 2000
- Переможець Юнацького (U-19) кубка Азії: 2000
- Переможець Чемпіонату Західної Азії: 2002
- Чемпіон Ірану: 2010, 2012
- Володар Кубка Ірану: 2007

### Індивідуальні
- Найкращий бомбардир чемпіонату Ірану: 2010 (19 голів)